# Francesco Orsini (giornalista)
Francesco Orsini (Sant'Eufemia d'Aspromonte, 27 novembre 1881 – Napoli, 1924) è stato un giornalista e letterato italiano.
Membro del casato romano degli Orsini, è stato editore e direttore di numerose testate giornalistiche sia in Italia che in America.

## Biografia
Sposò nel 1910 la scrittrice Elvira Apperti da cui ebbe 5 figli: Giuseppe (1910-1943), disperso nella campagna di Russia con la Compagnia Montebello, Italo (1912-1999), Elio (1914-2003), Domenico (1919-1919) e Annio (1921-1981). Cavaliere della Corona d'Italia e professore di lettere e filosofia, fu consigliere comunale.
Laureto in lettere e filosofia, paleografo, ebbe come maestro e guida lo zio materno G. Panuccio, vescovo e teologo .
A diciassette anni iniziò la sua carriera letteraria, pubblicando articoli di arte e versi in riviste e giornali quotidiani, tra cui "L'amico del popolo"; ma la sua maggior notorietà come giornalista la trovò a New York, dove ebbe un posto di redattore capo nel giornale Il Progresso Italo-Americano diretto da Carlo Barsotti. Durante la sua collaborazione per il periodico girò tutti gli Stati Uniti, nonché parte dell'Europa e dell'Italia.
In quel periodo Orsini stampò il volume di versi “Primi sogni”, ottenendo lodi, fra gli altri, da Luigi Capuana, Silvio Cucinotta e Giuseppe Silipigni.
Ritornato in Italia Orsini diede alle stampe un volume intitolato Palpiti. A questo lavoro seguirono le “Intime”, il romanzo “Amante - Modella” riportato come appendice al giornale “Il Progresso Italo Americano” di New York e poi stampato dall'editore Vincenzo Grassi, il romanzo “Commedie umane” e “Ricordi di New York”.
A seguito del terremoto di Messina del 1908, Orsini compilò un'antologia commemorativa dal titolo “Libro bianco”. Seguì l'antologica in volumi “Profili di artisti e letterati calabresi”, stampata dalla casa editrice Ferdinando Bideri di Napoli. Tale opera consta di 14 volumi, ciascuno dei quali contiene una serie di 100 profili.
Orsini si stabilì successivamente a Roma, dove divenne direttore della rivista letteraria Popsis. Divenne quindi collaboratore del “Giornale Roma” dove si interessò agli avvenimenti storici firmando le sue prose sotto lo pseudonimo "Il Brontolone".
Fu in quest'epoca che Orsini conobbe la scrittrice Elvira Apperti. Dopo il matrimonio, i due lavorarono insieme nella composizione di romanzi, novelle, studi storici e monografie letterarie.
La prima guerra mondiale vide Orsini impegnato al fronte. Tenne numerosi discorsi a Roma, Caserta, Napoli e in Campania per propagandare sulla necessità della guerra. Ricoprì il grado di sergente del 12 Reggimento Artiglieria in Campania, a Capua, dove fu corrispondente di guerra.
Con l'aiuto dell'editore napoletano Nicola Lapegna pubblicò una rassegna letteraria intitolata “I nostri contemporanei”, per mettere in evidenza i valori morali della patria.
L'ultima opera di Francesco Orsini fu l'Epistolario ideale (fogli di taccuino).

## Opere
- I primi sogni, volumetto in versi
- Palpiti, Messina,Tip. P. Trinchera, 1908 (romanzo)
- Una rosa sulla tomba, romanzo
- Libro bianco, raccolta di pensieri di illustri scrittori in memoria della sorella Nunzia
- Amante e modella, romanzo
- Commedie umane, romanzo
- Ricordi di New York, romanzo
- Intime, raccolta di bozzetti
- Ultimi sogni
- L'epistolario ideale